# メルセデス・ベンツ・GLB
メルセデス・ベンツ・GLB（Mercedes-Benz GLB）は、ドイツの自動車メーカーであるメルセデス・ベンツ・グループがメルセデス・ベンツブランドで展開している高級SUVである。

## コンセプトカー （コンセプトGLB）

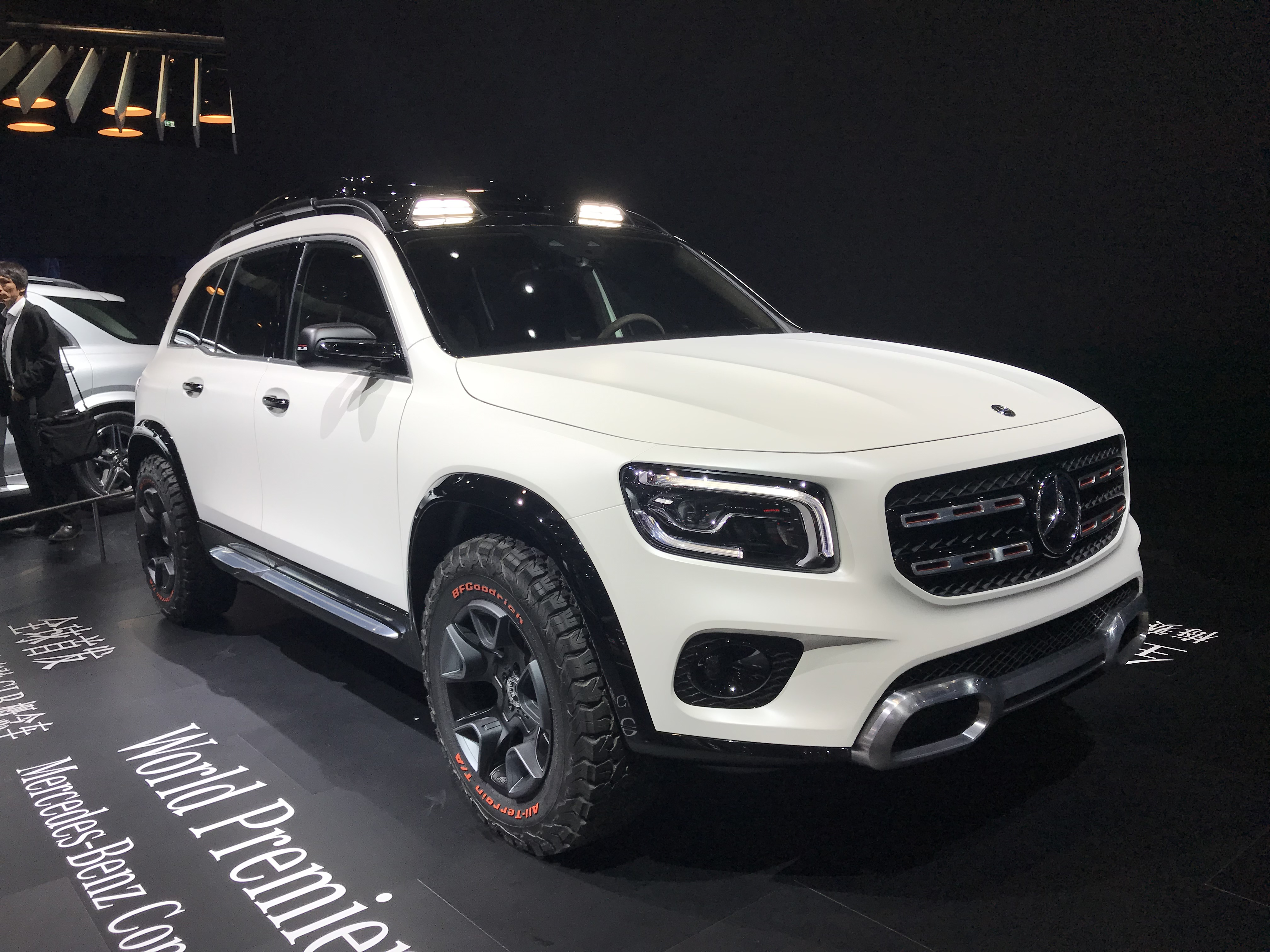
コンセプトGLB

2019年4月、オート上海にてコンセプトGLBとして発表された。
サイズは、全長：4634mm・全幅：1890 mm・全高：1900mm・ホイールベース：2829mmとなっている。ホイールベースは、プラットフォームを共有するAクラス（W177）より約100mm延長され、上位モデルのGLCに迫るサイズとなっている。2列シート・5人乗り仕様のほか、3列シート・7人乗り仕様も用意される。

## 初代 (2019年-) X247
2019年6月、発表。
ヨーロッパ市場には4グレードが設定され、エンジンは2種類の4気筒ガソリン、および1種類のディーゼル・エンジンが設定された。5シーターまたは7シーターが設定される。最上位のディーゼル仕様以外では前輪駆動が標準となる。

### 日本での発売
2020年6月25日、2代目にフルモデルチェンジしたGLAと同時に、GLBの日本仕様が発表された（同日より予約注文受付開始、納車は7月以降の予定）。日本仕様では、2.0L直列4気筒ディーゼルターボエンジン OM654q型を搭載するGLB 200 dと、2.0L直列4気筒ターボエンジン 260(M260)型に四輪駆動システム「4MATIC」を組み合わせたGLB 250 4MATIC Sportsの2グレードが用意される。全車8速DCT（8G-DCT）が組み合わされ、7人乗りのみの設定となる。キャッチコピーは、「アクティブライフが多彩に広がる7シーター、誕生。」である。
インテリアでは、インストゥルメントクラスター上方のカウルを廃止し、メーターパネルとメディアディスプレイ（いずれも10.25インチ）をつなぎ合わせた、高精細ワイドスクリーンコックピットを全グレードに装備した。なお、メディアディスプレイには、タッチパネル式が採用されている。
周囲の交通状況に応じて、自動加減速とステアリングアシストを行う『アクティブディスタンスアシスト・ディストロニック＆アクティブステアリングアシスト』やドライバーがウインカーを点滅させると、行き先の車線に車両がいないことを確認して自動で車線を変更する『アクティブレーンチェンジングアシスト』、ドアを開ける際、後方から自転車やバイク、人が近づくと警告灯や警告音で危険を知らせる『アクティブブラインドスポットアシスト（降車時警告機能付）』など、Sクラスと同等の安全装置を備え、最高峰の安全性能を実現する「レーダーセーフティパッケージ」を全車標準装備した。
新世代インフォテインメントシステム「MBUX（メルセデス・ベンツ・ユーザー・エクスペリエンス）」を搭載し、AIを用いた音声認識を可能にした。「Hey,Mercedes!（ヘイ、メルセデス）」（日本仕様は「Hi,Mercedes!（ハイ、メルセデス）」）で起動する優れた音声認識システムを備えており、自然な対話で、カーナビの目的地設定やエアコンの温度調節など、車両の機能をコントロールすることができる。
WLTCモードによる排出ガス並びに燃料消費率に対応しており、GLB 250 4MATIC Sportsは「平成30年排出ガス基準50%低減レベル（☆☆☆☆）」認定を取得している。
2021年1月12日、ハイパフォーマンスモデルであるMercedes-AMG GLB 35 4MATICの追加設定が発表された（同日より予約注文の受付を開始、同年1月末頃より納車）。エンジンにはGLB 250 4MATIC Sportsと同じM260型を306PS・40.8kg・mの高出力・高トルク仕様で搭載され、四輪駆動についても、電気機械制御式の多板クラッチで、走行状況に応じて前後100:0から50:50の範囲でトルク配分を変化するパフォーマンス思考のAMG 4MATICが装備され、「ESP」が作動している時は「コンフォート」モードに固定されるが、ボタン操作で「ESP」をオフにするか、「ESP SPORT Handing」を選択した場合は「スポーツ」モードに切り替わる。サスペンションはフロントにマクファーソンストラット式を、リアはサブフレームを介してボディにリジットマウンドされたマルチリンク式を採用。併せて、サスペンションを制御する3つのモードを選択可能な「AMG RIDE CONTROL サスペンション」が装備された。ブレーキシステムは耐フェード性に優れ、制動距離を短縮した強化ブレーキシステムが採用され、ドリルドベンチレーティッドタイプの大径ディスクブレーキ（フロント350mm、リア330mm）やシルバーペイント仕上げにブラックのAMGロゴが入ったブレーキキャリパー（フロント:新型モノブロック対向4ピストンキャリパー、リア:1ピストンフローティングキャリパー）が装備される。なお、Mercedes-AMG GLB 35 4MATICは発表時点で型式を取得しており、「平成30年排出ガス基準25%低減レベル（☆☆☆）」認定を取得している。
同年4月5日、エントリーモデルである「GLB 180」と、ディーゼルエンジン仕様の四輪駆動モデルである「GLB 200 d 4MATIC」の追加が発表された（同日より予約注文の受付を開始、納車はGLB 200 d 4MATICが同年6月、GLB 180は同年7月を予定）。GLB 180は超小型・軽量で優れた動・静剛性を特徴とする1.4L直列4気筒ターボエンジンであるM282型を搭載、トランスミッションは7G-DCTとなり、前輪駆動仕様となる。GLB 200 d 4MATICは既存のGLB 200 dに四輪駆動システム「4MATIC」を搭載した四輪駆動モデルとなる。
同年9月3日、一部仕様変更を発表（10月配車分から順次適応）。アンビエントライトをGLB 180とGLB 200 d 4MATICに、ナビゲーション機能を全モデルに、AMGドライビングコントロールスイッチをMercedes-AMG GLB 35 4MATICにそれぞれ標準装備化。ブランドロゴプロジェクターライトと「MBUXインテリア・アシスタント」をパッケージオプションに追加設定された一方、テレビ機能（12セグ/ワンセグ自動切替）はオプションから切り離してオンラインストアの「Mercedes me Store」での販売に移行され、12V電源ソケット（ラゲッジルーム）やワイヤレスチャージングなどの一部装備の標準設定が停止された。
2023年11月17日、マイナーチェンジ。外観デザインが刷新され、フロントはフロントグリルは4本の細いルーバーが装備され、フロントバンパーやヘッドライトのデザインも変更。リアはディフューザーやLEDリアコンビネーションランプのデザインが変更された。ホイールデザインも刷新され、18インチアルミホイールが装着される。ボディカラーには新色のスペクトラルブルーとローズゴールドが追加された。内装ではステアリングホイールが新世代化され、アクティブディスタンス・ディストロニック使用時のハンズオフ検知機能のために静電容量式センサーを備えたパッドをリムに装着されたことでステアリングホイールに係るトルクがない場合でもドライバーがステアリングホイールを握っていることが認識されるようになった。交通状況に応じてハイビームとロービームを切り替え、ヘッドライトの照射範囲を自動調整するライトシステム「アダプティブハイビームアシスト」が標準装備され、Burmesterサラウンドサウンドシステムがオプション設定された。オプション設定の「AMGラインパッケージ」はフロントグリルをクローム仕上げのダイヤモンドパターンが無数に散りばめられたシングルルーバー仕様に、フロントバンパーを下部に広がる台形とその両サイドにも大きく開口するようなデザインが採用されるとともに、20インチAMGアルミホイールを装着。また、アダプティブダンピングシステム付サスペンションを追加するとともに、GLB 200 d 4MATICは「スポーティーエンジンサウンド」も追加された。
2024年10月2日、特別仕様車「GLB 180 Edition Black Stars」および「GLB 200 d 4MATIC Edition Black Stars」を発表し、同日よりオンラインショールームにて先行受付を開始。前者は、特別外装色に「ナイトブラック（ソリッド）」を採用したほか、通常モデルには設定のない「ナイトパッケージ」を特別装備とした。インテリアには、通常モデルには設定のないインテリアトリム「ブラウンオープンポアウッドインテリアトリム」と、内装シート「レザー ARTICO ブラック」（限定 170 台）、「レザーARTICO マキアートベージュ/ブラック」（限定 30 台）を用意した。「レザー ARTICO ブラック」選択時は、ルーフライナーの色もブラックとなり、「レザーARTICO マキアートベージュ/ブラック」選択時は、ルーフライナーの色がマキアートベージュとなる。後者は、「アダプティブダンピングシステム付サスペンション」、「スポーティーエンジンサウンド」を含む「AMGラインパッケージ」を標準装備にしたGLB 200 d 4MATICをベースに、外装色に「マウンテングレー（メタリック）」を採用した。さらに、通常モデルでは設定の無い、随所にブラックアクセントを施した 「ナイトパッケージ」と「19インチAMGアルミホイール」を特別装備としている。インテリアには、通常モデルには設定のない「レザーARTICO/MICROCUT（バヒアブラウン/ブラック） 」、「ブラウンオープンポアウッドインテリアトリム」（限定 300 台）を用意した。 また、合計出力710W、12個のスピーカーを備える「BurmesterⓇサラウンドサウンドシステム」も標準装備となっている。
| グレード一覧               | グレード一覧          | グレード一覧 | グレード一覧                               | グレード一覧         | グレード一覧  | グレード一覧  |
| グレード                   | 販売期間              | 排気量       | エンジン                                   | 最高出力・最大トルク | 変速機        | 駆動方式      |
| -------------------------- | --------------------- | ------------ | ------------------------------------------ | -------------------- | ------------- | ------------- |
| GLB 180                    | 2021年4月 - 2024年6月 | 1,331cc      | M282型 直列4気筒 DOHC ターボチャージャー   | 136PS/20.4kg・m      | DCT（7G-DCT） | FF            |
| GLB 180（BSG搭載モデル）   | 2024年6月 -           | 1,331cc      | M282型 直列4気筒 DOHC ターボチャージャー   | 136PS/23.5kg・m      | DCT（7G-DCT） | FF            |
| GLB 200 d                  | 2020年6月 - 2021年3月 | 1,949cc      | OM654q型 直列4気筒 DOHC ターボチャージャー | 150PS/32.6kg・m      | DCT（8G-DCT） | FF            |
| GLB 200 d 4MATIC           | 2021年4月 -           | 1,949cc      | OM654q型 直列4気筒 DOHC ターボチャージャー | 150PS/32.6kg・m      | DCT（8G-DCT） | 4WD（4MATIC） |
| GLB 250 4MATIC Sports      | 2020年6月 - 2021年3月 | 1,991cc      | M260型 直列4気筒 DOHC ターボチャージャー   | 224PS/35.7kg・m      | DCT（8G-DCT） | 4WD（4MATIC） |
| Mercedes-AMG GLB 35 4MATIC | 2021年1月 -           | 1,991cc      | M260型 直列4気筒 DOHC ターボチャージャー   | 306PS/40.8kg・m      | DCT（8G-DCT） | 4WD（4MATIC） |

## プロモーション

### 「映画ドラえもん」とのタイアップ
2020年に2代目へフルモデルチェンジされたGLAと、同時に日本導入されたGLBの広告活動の一環として、同年公開のアニメ映画 「映画ドラえもん のび太の新恐竜」とのタイアップキャンペーンを実施した。
ドラえもんと一緒にメルセデスの魅力や先進技術をわかりやすく紹介するスペシャルサイトや、ドラえもんの世界観で両車の魅力を伝えるウェブCMを公開した。